# Поррон

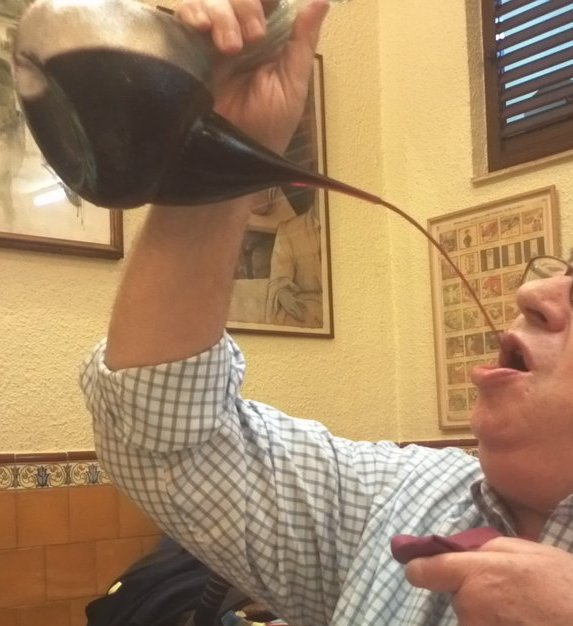
Поррон в действии

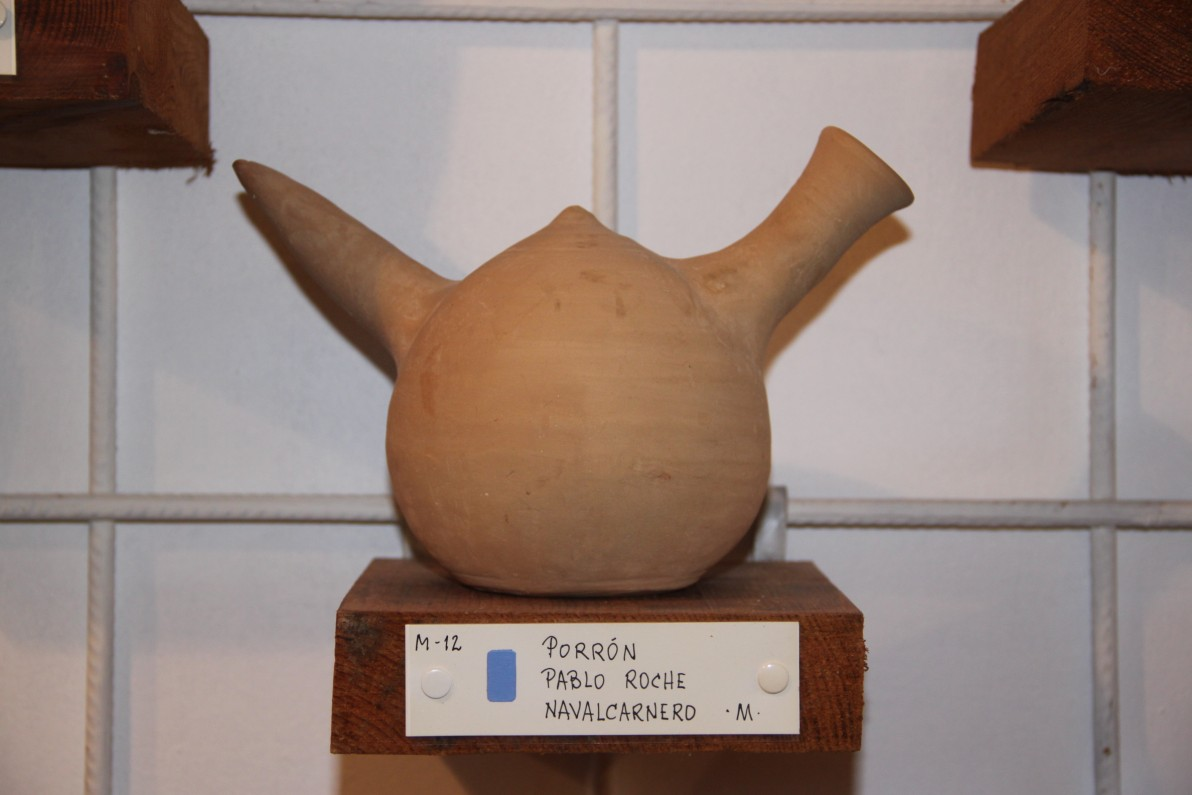
Глиняный поррон

Порро́н (исп. Porrón, кат. Porró) — стеклянный или глиняный сосуд, используемый для потребления вина в Каталонии, Арагоне и Валенсии. Объём поррона обычно составляет 0,95 литра.
Поррон выглядит как слегка искривлённая колба с длинным носиком сбоку, широким у основания и сильно сужающимся к кончику. Вино из него пьют, не касаясь носика губами, а направляя винную струю из него прямо в рот. Для этого высоко запрокидывают голову и поднимают поррон над головой, а затем слегка наклоняют, чтобы вино тонкой струйкой потекло из носика. Сложность состоит в том, чтобы не облившись ловко поймать струю ртом и затем глотать вино, не закрывая рта. Гигиеничность устройства поррона позволяет разделить удовольствие от вина между несколькими участниками застолья.
По мнению историков поррон ведёт свою историю из античных вакханалий, на которых пили из рогов и ритонов. Некоторые из обнаруженных археологами экземпляров ритонов имеют отверстия в кончике, что говорит о том, что в древности ритоны и рога использовали для питья с обеих сторон. По мнению влиятельного каталонского этнолога Жоана Амадеса, который провёл масштабные исследования и в 1938 году опубликовал отдельный труд об этом сосуде, поррон был изобретён на рубеже XIV и XV веков. В нём слились воедино бутыль и рог и тем самым сбылись чаяния многих ценителей винопития того времени: удовольствие заливать себе вино в рот струёй и не беспокоиться, что оно прольётся впустую, когда захочется передохнуть. В Испании так же, не касаясь губами, умеют пить из винного бурдюка.